# 苑裡自行車道
苑裡自行車道是位於台灣苗栗縣苑裡鎮的一條自行車專用道，苑裡鎮長杜文卿於民國99年成功申請使用交通建設用地，興建完苑裡鎮高鐵橋下自行車道，長度約3公里。苑裡鎮代表會也倡議興建苑裡鎮環房裡溪親水腳踏車道7公里，利用鐵路高架橋下空間，規劃綠帶系統及簡易人行步道、自行車道，以建構苑裡溪及房裡溪之南北空間串連動線。106年再增加兩座鋼構橋樑跨越石頭坑溪及房裡溪。